# Стамболцян, Ваагн Паруйрович
Ваа́гн Паруйрович Стамболця́н (арм. Վահագն Պարույրի Ստամբոլցյան;  eng. Vahagn Stamboltsyan; 19 апреля 1931, Ереван — 5 июля 2011, там же) — армянский органист, основатель органной школы Армении. Народный артист Армении (2006).

## Биография
Учился как пианист в Ереванской консерватории у Арно Бабаджаняна и в Ленинградской консерватории у Юрия Брюшкова и Павла Серебрякова. Одновременно занимался в органном классе Исая Браудо.
С 1964 года продолжал жить и работать в Армении. Первый преподаватель органа в Ереванской консерватории. Известен, с одной стороны, как исполнитель произведений Иоганна Себастьяна Баха, а с другой — как пропагандист средневековой армянской музыки, которую исполнял в собственных органных переложениях (выполненных на основе хоровых редакций Комитаса, Екмаляна, а также современных армянских композиторов). Кроме того, в репертуаре Стамболцяна были представлены произведения армянских композиторов XX века.
В 2001 входил в состав жюри 2-го Международного конкурса органистов им. Микаела Таривердиева.

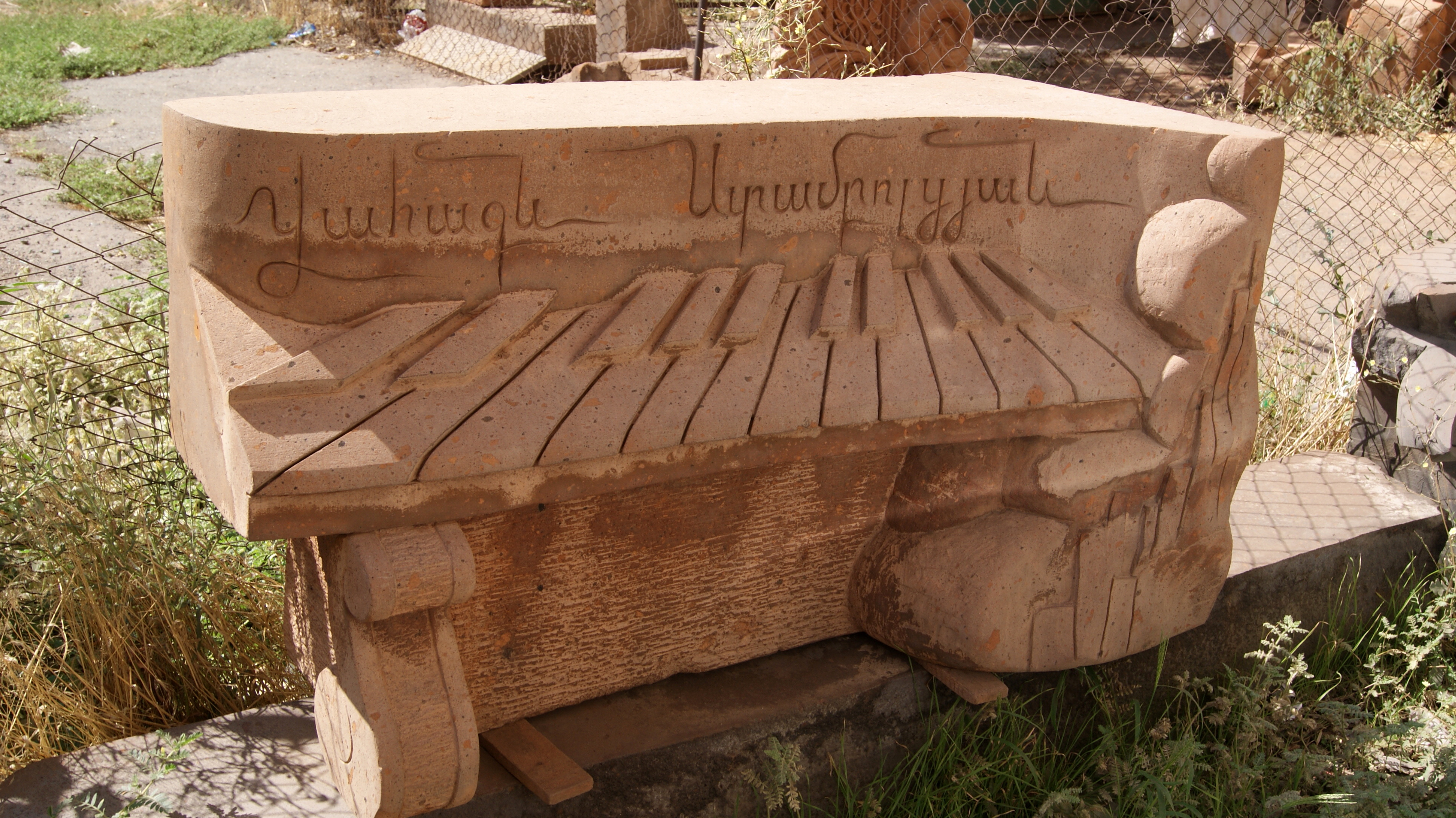

Скончался 5 июля 2011 года в Ереване от разрыва сердца. Похоронен на Советашенском кладбище.

## Награды
- Народный артист Армении (2006)
- Заслуженный артист Армянской ССР (1970)
- Почётный орден Св. Саака — Св. Месропа Армянской Апостольской Церкви (2009)